# Le Touvet
Le Touvet je naselje in občina v vzhodnem francoskem departmaju Isère regije Rona-Alpe. Leta 2009 je naselje imelo 3.009 prebivalcev.

## Geografija
Kraj leži v pokrajini Daufineji ob reki Isère, 27 km severovzhodno od Grenobla.

## Uprava
Le Touvet je sedež istoimenskega kantona, v katerega so poleg njegove vključene še občine Barraux, La Buissière, Chapareillan, Crolles, La Flachère, Lumbin, Saint-Bernard, Saint-Hilaire, Sainte-Marie-d'Alloix, Sainte-Marie-du-Mont, Saint-Pancrasse, Saint-Vincent-de-Mercuze in La Terrasse s 23.291 prebivalci.
Kanton Touvet je sestavni del okrožja Grenoble.

## Zanimivosti
- srednjeveški grad Château du Touvet iz 13. stoletja, s francoskim parkom iz 18. stoletja,
- cerkev sv. Deziderija, zgrajena leta 1885 na mestu nekdanje romanske cerkve.